# Judith Crawley
Pour les articles homonymes, voir Crawley (homonymie).
Judith Crawley, née le 12 avril 1914 à Ottawa et morte le 16 septembre 1986, est une scénariste, réalisatrice, monteuse et directrice de la photographie canadienne.

## Filmographie

### comme scénariste
- 1960 : Winter Crossing at L'Isle-Aux-Coudres
- 1960 : White-Whale Hunters of Anse-Aux-Basques
- 1960 : Turlute
- 1960 : Three Seasons
- 1960 : Soirée at St. Hilarion
- 1960 : On the Sea
- 1960 : The Land of Jacques Cartier
- 1960 : Ka Ke Ki Ku
- 1960 : Canadian Diamonds
- 1963 : Winter Sealing at La Tabatière
- 1963 : Whalehead
- 1963 : The Jean Richard
- 1980 : To Sense the Wonder

### comme réalisatrice
- 1940 : Four New Apple Dishes
- 1941 : Who Sheds His Blood
- 1948 : Why Won't Tommy Eat?
- 1949 : He Acts His Age
- 1951 : The Terrible Twos and the Trusting Threes
- 1953 : The Frustrating Fours and the Fascinating Fives
- 1954 : From Sociable Six to Noisy Nine
- 1985 : The Start of a Lifetime

### comme monteuse
- 1949 : The Loon's Necklace

### comme directrice de la photographie
- 1943 : Terre de nos aïeux